# Tour Sequoia
La Tour Sequoia (anteriormente conocida como Tour Esplanade) es un rascacielos situado en el distrito de negocios de La Défense, cerca de París. 
Esta torre, construida en 1990 por los arquitectos Nicolas Ayoub, Michel Andrault y Pierre Parat, es propiedad del estado francés desde el 30 de junio de 2015.
Tiene 33 pisos que ofrecen aproximadamente 53 600 m² de espacio de alquiler y dos niveles de estacionamiento.
La torre Sequoia fue la primera en La Défense en tener una fachada curva "estirada" por una fachada rectilínea.